# Mostove, Andrușivka
Mostove (în ucraineană Мостове) este o comună în raionul Andrușivka, regiunea Jîtomîr, Ucraina, formată numai din satul de reședință.

## Demografie
Componența lingvistică a satului Mostove
     Ucraineană (97,18%)
     Rusă (2,82%)
Conform recensământului din 2001, majoritatea populației satului Mostove era vorbitoare de ucraineană (97,18%), existând în minoritate și vorbitori de rusă (2,82%).